# فن قطري
ظهرت الحركة الفنية القطرية الحديثة في منتصف القرن العشرين نتيجة لبدء العمليات النفطية والتحديث اللاحق للمجتمع القطري. بسبب موقف الإسلام غير الشامل من تصوير الكائنات الحية في الفنون البصرية لعبت اللوحات تاريخيا دورا لا يستهان به في ثقافة البلاد. أشكال الفنون البصرية الأخرى مثل الخط والعمارة والمنسوجات كانت تحظى بتقدير كبير في التقاليد البدوية.

## تطوير الفن الحديث
شهد المشهد الفني في قطر تطورًا كبيرًا في منتصف الخمسينات و أواخرها. في البداية أشرفت وزارة التعليم على الفنون حيث تستضيف معارضها معارض فنية. في عام 1972 بدأت الحكومة في تقديم المزيد من التمويل للمساعدة في تطوير الفنون داخل البلاد. الأب الروحي للفنانين الحديثين في قطر هو جاسم زيني (1943-2012) التي استكشفت أعماله التنوع في التقنيات ووثق المجتمع المتغير من الحياة المحلية التقليدية إلى النمط العالمي. تأسست الجمعية القطرية للفنون الجميلة في عام 1980 بهدف تعزيز أعمال الفنانين القطريين. في عام 1998 أنشئ المجلس الوطني للثقافة والفنون والتراث. تأسست هيئة متاحف قطر في أوائل عام 2000 لبناء وربط جميع المتاحف والمجموعات في قطر. هناك متحفان رئيسيان يقودان الهيئة وهما: متحف الفن الإسلامي الذي افتتح في عام 2008 والمتحف العربي للفن الحديث الذي افتتحته المدينة التعليمية التابعة لمؤسسة قطر في عام 2010.

## الفن ما قبل التاريخ

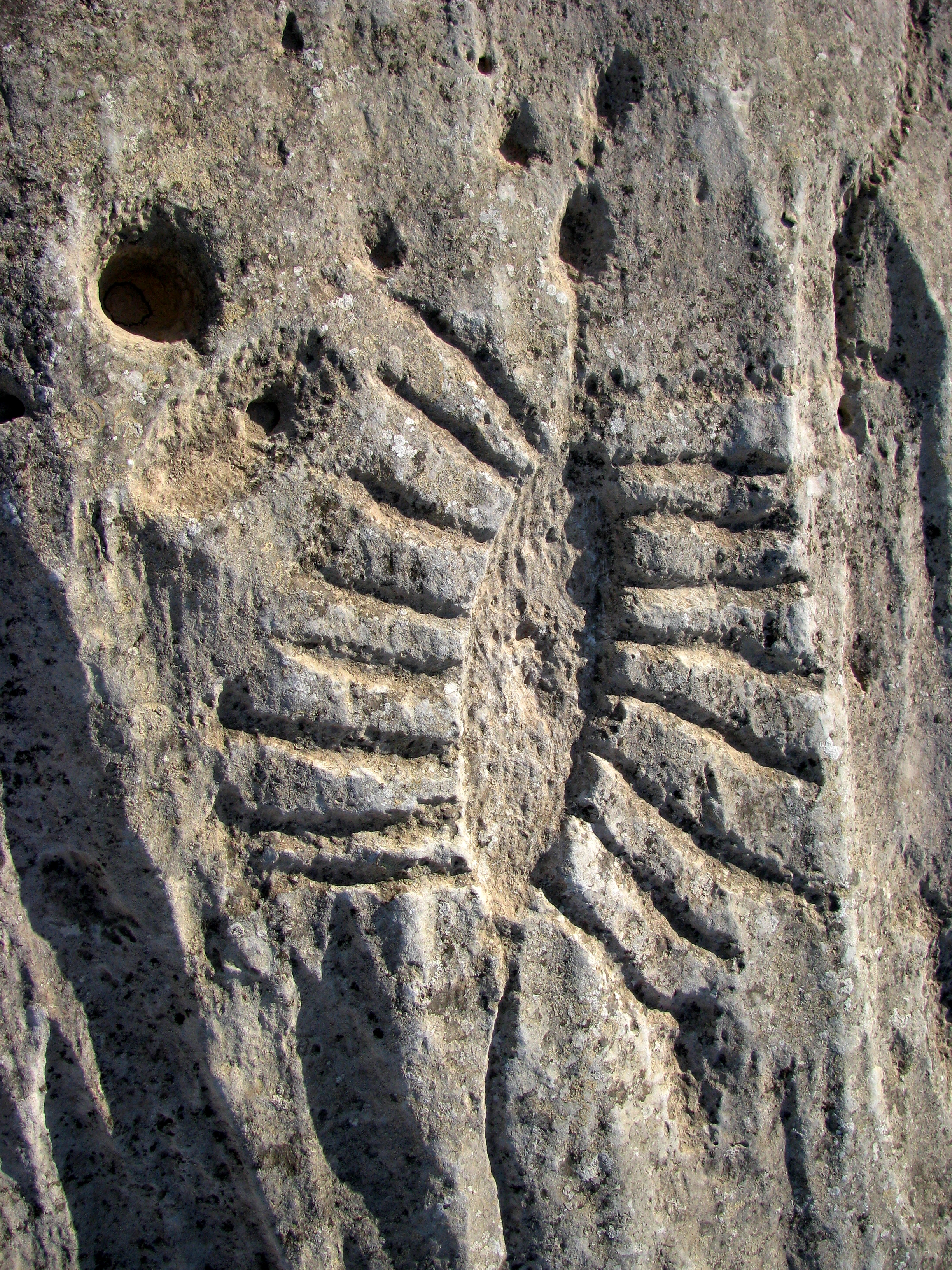
نحوت صخرية في جبل جساسية تصور قارب.

تم اكتشاف نقوش صخرية قديمة في ثمانية مواقع منفصلة في قطر: جبل الجساسية وجبل فويرط وفريحة والغارية والجميل وسميسمة والوكرة والكسار. معظم هذه المواقع اكتشفت من قبل الفرق الأثرية الدنماركية في عقدي 1950 و1960. تصنف المنحوتات في عدد من الفئات بما في ذلك التمثيل البشري والحيواني وتمثيل القوارب وعلامات الكأس والتجويف الكبير والتصاميم الهندسية والعلامات القبلية واليد والأقدام.
تم اكتشاف عدد كبير من المنحوتات الصخرية في جبل الجساسية شمال شرق قطر في عام 1961. الاختلافات في الزخارف والتقنيات تشير إلى أن المنحوتات كانت مصنوعة خلال فترات تاريخية مختلفة. علامات الكأس هي الأشكال الأكثر شيوعا من الفن بين ما يقرب من 900 منحوتة. تشمل المنحوتات الأخرى السفن والحيوانات وطباعة القدم والعلامات القبلية (المعروفة باسم الوسم). يتم تصوير الحيوانات المختلفة مثل النعام والسلاحف والأسماك. هناك عدد كبير من المنحوتات توضح القوارب وهذا هو الموقع الوحيد في قطر حيث تم تسجيل صور القوارب. القوارب من أحجام وأنواع مختلفة وبعضها يحتوي على مجاذيف بينما البعض الآخر لا.
سجلت تصاميم هندسية في فريحة في أربعة أماكن. تبلغ أبعادها من 11 إلى 15 سم في العرض ومن 11 إلى 12 سم في الارتفاع. يعتقد بيتر جلوب أنهم كانوا منحوتين من قبل عبادة الخصوبة القديمة. اعترض محمد عبد النعيم على هذه النظرية التي تعتقد أنها مجرد رموز مجردة أو علامات قبائل.

## المنسوجات

### النسيج والصباغة
لعب النسيج والصباغة دورا هاما في الثقافة البدوية. كانت عملية غزل صوف الغنم والجمال لإنتاج القماش شاقة. تم فصل الصوف أولا وربطه ببكرة والتي من شأنها أن تكون بمثابة الجوهر والحفاظ على الألياف جامدة. أعقب ذلك غزل الصوف باليد على المغزل المعروف باسم النول. ثم تم وضعها على نول عمودي شيد من الخشب ثم تستخدم النساء العصا للتغلب على لحمة في مكانها.
استخدمت الملابس الناتجة في السجاد والبساط والخيام. عادة ما تتكون الخيام من قماش ملون طبيعيا في حين أن السجاد والبساط تستخدم القماش المصبوغ خاصة الأحمر والأصفر. كانت الأصباغ مصنوعة من الأعشاب الصحراوية مع تصاميم هندسية بسيطة يجري توظيفها. فقد الفن شعبيته في القرن التاسع عشر حيث تم استيراد الأصباغ والقماش بشكل متزايد من مناطق أخرى في آسيا.

### التطريز
الشكل البسيط من التطريز الذي تمارسه المرأة القطرية يعرف باسم كورار. يشمل تطريز الكورار أربع نساء تحمل كل منهن أربعة خيوط ومضفر الخيوط على المواد من الملابس وخاصة الثوب أو العباءات. الضفائر المتفاوتة في اللون تخاط عموديا. يشبه التطريز غرزة السلسلة. خيوط الذهب المعروفة باسم الزري كانت شائعة الاستخدام. عادة ما يتم استيرادها من الهند.
نوع آخر من التطريز ينطوي على تصميم قبعات تسمى القحفية. كانت تصنع من القطن وتثقب مع بأشواك أشجار النخيل للسماح للنساء للخياطة بين الثقوب. هذا النوع من التطريز تراجع في شعبية بعد أن بدأت البلاد في استيراد القبعات.
خياط المدرسة يشمل خياطة المفروشات بواسطة خياطة الساتان. قبل عملية الخياطة ترسم على شكل النسيج من قبل فنان ماهر. كانت أكثر التصاميم شيوعا الطيور والزهور.

## العمارة

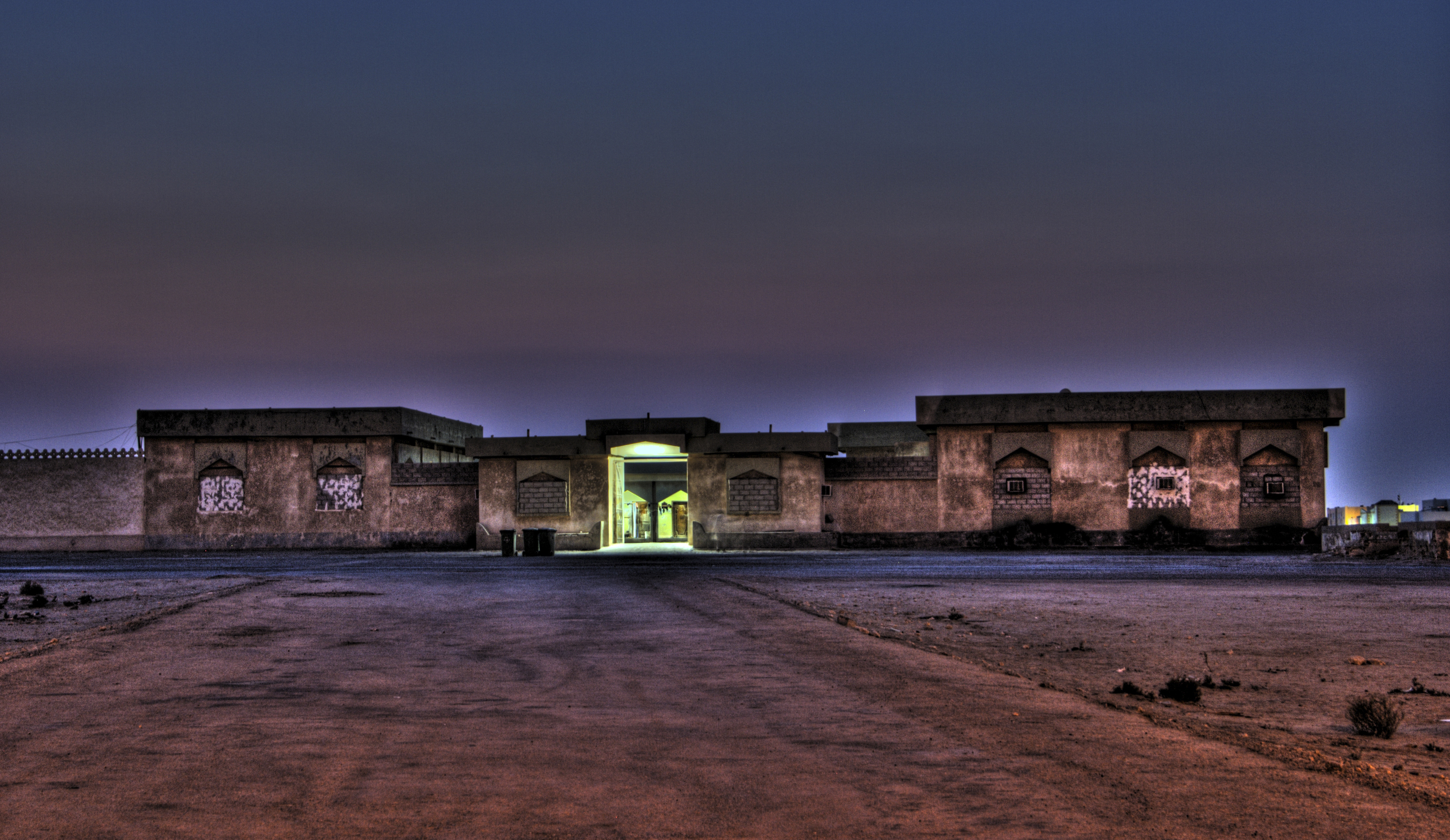
قلعة الوكرة.

تعتبر الحصون العديدة الموجودة في شبه الجزيرة القطرية شهادة على طرق البناء القديمة في البلاد. شيدت معظم الحصون باستخدام الحجر الجيري أساسا مع استخدام مكونات أخرى مثل الطين والوحل أيضا. هناك نوع من الخليط يتكون من الطين والوحل المعروف محليا باسم اللبنة كان يستخدم في بعض الأحيان في بناء الحصون كما هو الحال في قلعة الركيات.

### العمارة في الدوحة

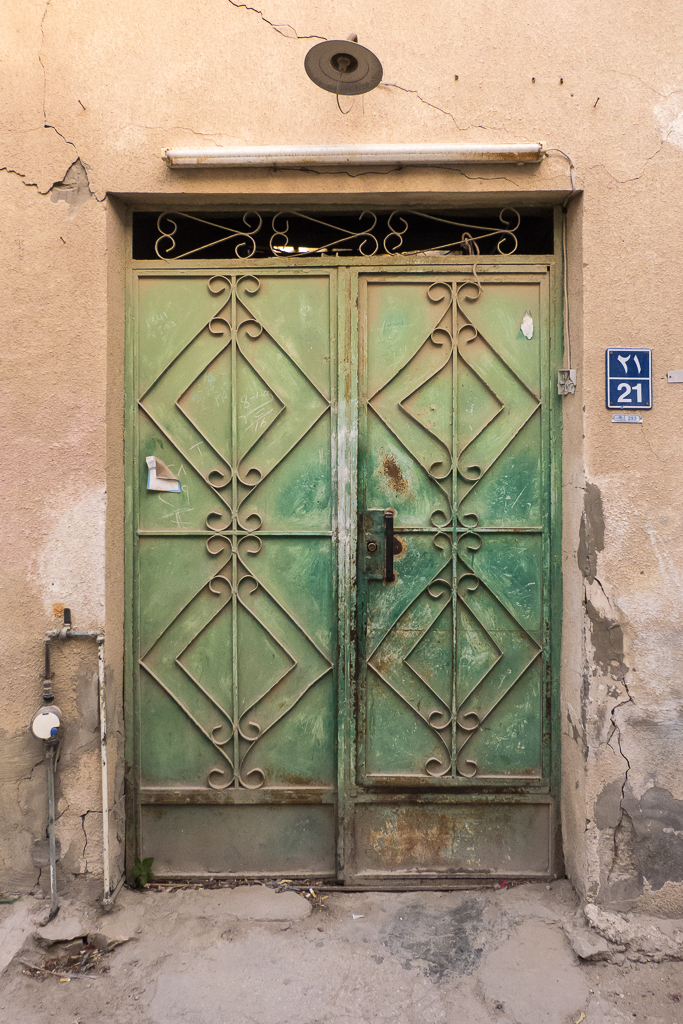
مثال على العمارة التاريخية في النجادة.

كانت معظم المنازل التقليدية في العاصمة الدوحة معبأة بإحكام ومرتبة حول فناء مركزي. تقع عدد من الغرف في الفناء وغالبا ما تشمل مجلس وحمام ومخزن. كانت المنازل مصنوعة من الحجر الجيري المحفور من مصادر محلية. كانت الجدران المحيطة بالمركبات تتكون من الطين المضغوط والحصى والحجارة الصغيرة. كما أنها كانت شديدة التأثر بالتآكل الطبيعي وكانت محمية من قبل قصارة الجص. أعمدة المانجروف الملفوفة في حبل الجوت تقدم الدعم الهيكلي للنوافذ والأبواب.
كانت الأسطح مسطحة عادة وكانت مدعومة بأعمدة منغروف. كانت الأعمدة مغطاة بطبقة من الخيزران المقسم وحصيرة نخيل تسمى محليا مانغرور. غالبا ما تمتد أعمدة المنغروف إلى ما وراء الجدران الخارجية لأغراض الديكور. كانت الأبواب مصنوعة من المعدن أو الخشب. يستخدم الزجاج الملون للتصاميم الهندسية أحيانا في النوافذ.
استخدمت عدة طرق في العمارة التقليدية لتخفيف المناخ القاسي للبلد. نادرا ما تستخدم النوافذ من أجل الحد من التوصيل الحراري. سمحت طريقة البناء بدغير بتوجيه الهواء إلى المنازل لأغراض التهوية. تم إنجاز ذلك من خلال عدة طرق بما في ذلك الفجوات الجوية الأفقية في الغرف والحواجز وفتحات عمودية في أبراج الرياح تسمى هوايا التي توجه الهواء إلى الساحات. لكن أبراج الرياح لم تكن شائعة في الدوحة كما كانت في أجزاء أخرى من البلاد.
بعد فترة وجيزة من حصول دولة قطر على الاستقلال واجهت العديد من أحياء الدوحة القديمة بما في ذلك النجادة والأصمخ والهتمي القديمة انخفاضا تدريجيا ونتيجة لذلك تم هدم الكثير من العمارة التاريخية. تم اتخاذ عدد من الخطط للحفاظ على التراث الثقافي والمعماري للمدينة مثل مبادرة التراث الحي من قبل هيئة متاحف قطر.

## الفنون البصرية الحديثة
تاريخيا لم تكن اللوحات شائعة في المجتمع القطري. بدلا من ذلك كانت الأشكال الفنية الأخرى كالخط والعمارة المفضلة. بعد ازدهار النفط في منتصف القرن العشرين اكتسبت اللوحات شعبية. كانت الموضوعات المشتركة خلال هذه الفترة تتعلق بالتراث الإسلامي والعربي. أقيمت معارض فنية تحت رعاية وزارة التربية والتعليم حتى عام 1972. قامت وزارة التربية والتعليم بتكامل تعليم الفن في النظام المدرسي وتخصيص مرافق لحلقات العمل الفنية.
كمبادرة لتطوير قاعدة الفنانين المحليين بدأت الوزارة تقديم المنح الدراسية لدراسة الفن في الخارج. أصبح جاسم زيني أول طالب فني قطري يدرس في الخارج في عام 1962 بعد أن التحق بجامعة بغداد. تم إرسال العديد من الفنانين إلى الخارج بمنح فنية خلال الستينيات والسبعينيات بما في ذلك وفيقة سلطان وحسن الملا ويوسف أحمد الحميد. أصبح هذا الأخير أول فنان يحصل على درجة الماجستير في عام 1981. كان يوسف أول فنان يقدم معرض فني منفرد في عام 1977. افتتحت إدارة الثقافة والفنون في إطار مخرجها ناصر العثمان أول معرض فني في البلاد في 1977-1978.
يوسف أحمد وحسن الملا ومحمد علي أسسوا أول مجموعة فنية في البلاد في عام 1977 «مجموعة الأصدقاء الثلاثة». في عام 1980 أنشئت الجمعية القطرية للفنون الجميلة بهدف تشجيع أعمال الفنانين القطريين. في تلك السنة افتتحت ورشة عمل فنية للنساء بهدف تزويدهن بفرصة لصقل مهاراتهن الفنية. أقامت الجمعية القطرية للفنون التشكيلية أول معرض لها عام 1981. في ديسمبر 1982 أقيم أول معرض فني للإناث.
ظهرت خمس حركات فنية رئيسية في البلاد في أواخر القرن العشرين: السريالية والواقعية والتعبيرية والفن التجريدي وفن الخط.

## فنانين بارزين
- جاسم زيني: ربما أهم فنان قطري الذي أسس الحركة الحديثة.
- فرج دهام: يعتبر فنان ومنظر ويتناول عمله مواضيع اجتماعية وسياسية في الرسم والتركيب وغالبا ما يستخدم المواد المعاد تدويرها والمواد الخام وعضو مؤسس للجمعية القطرية للفنون الجميلة.[23]
- يوسف أحمد الحميد: رسام قطري وجامع فن ومؤلف.[24]
- وفيقة سلطان العيسى: واحدة من أولى الفنانات القطريات المحترفات.[25]
- سلمان المالك: فنان قطري.[26]
- حسن الملا: رسام سريالي قطري.[27]

## معرض صور

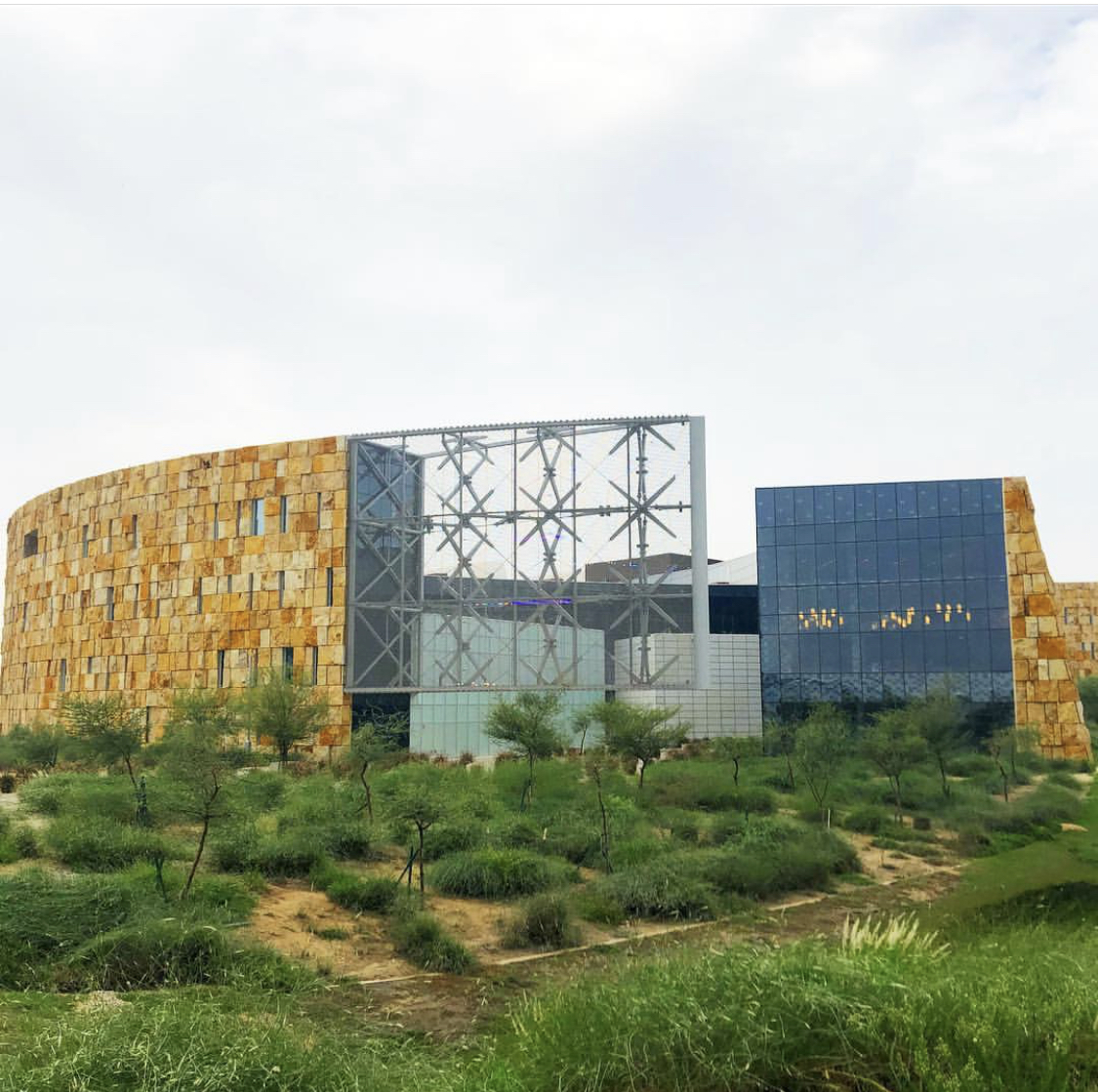
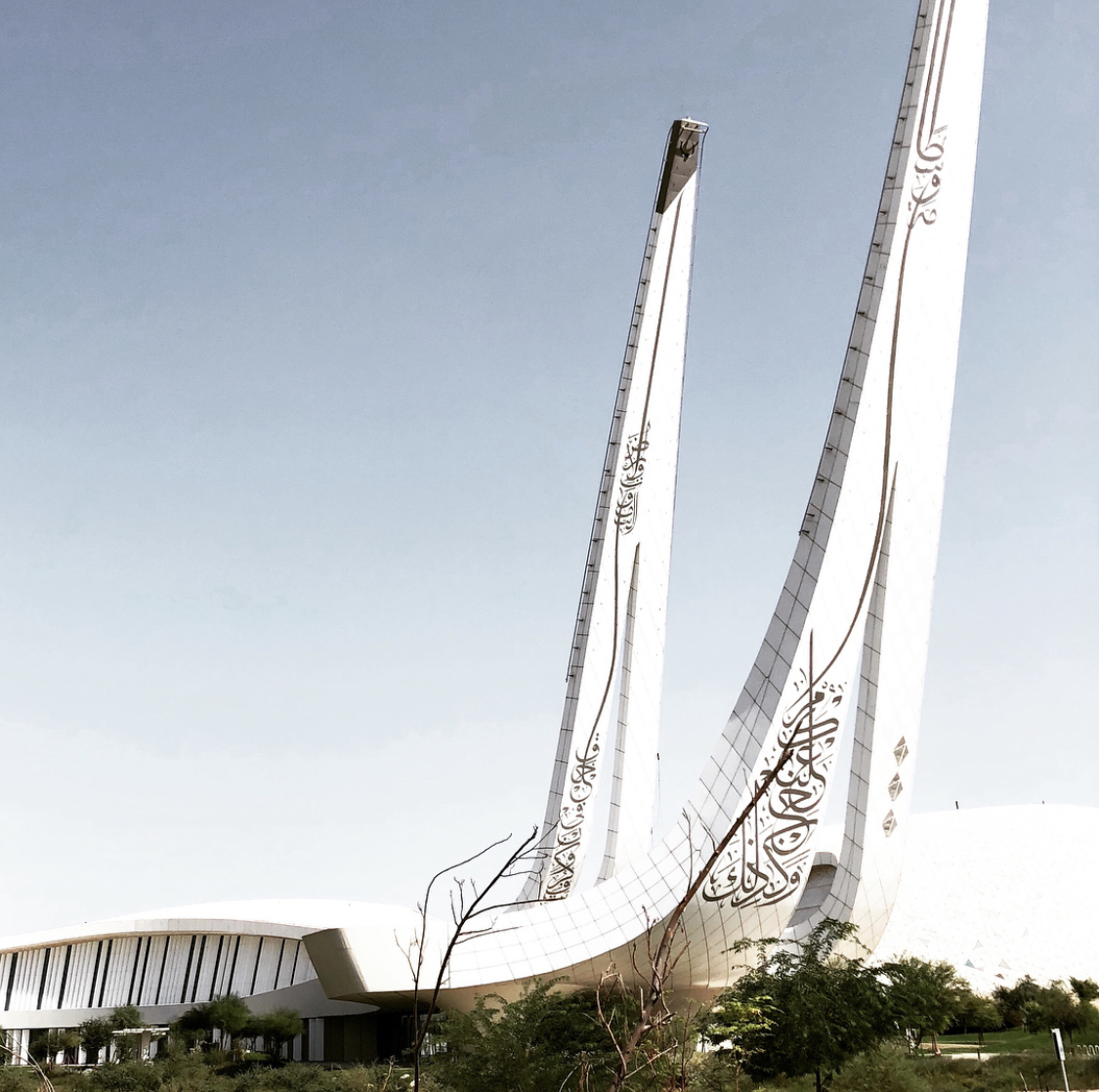
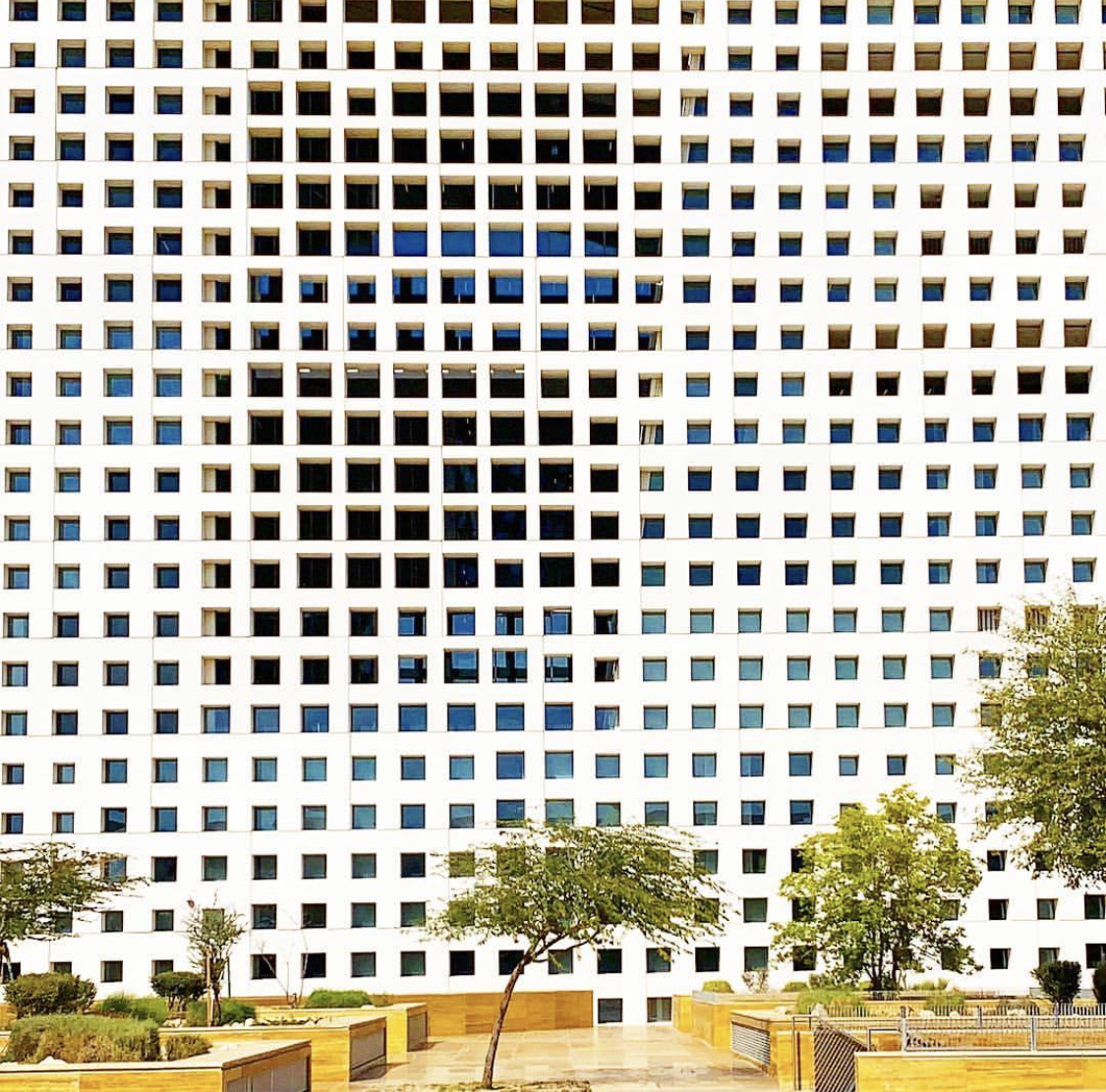
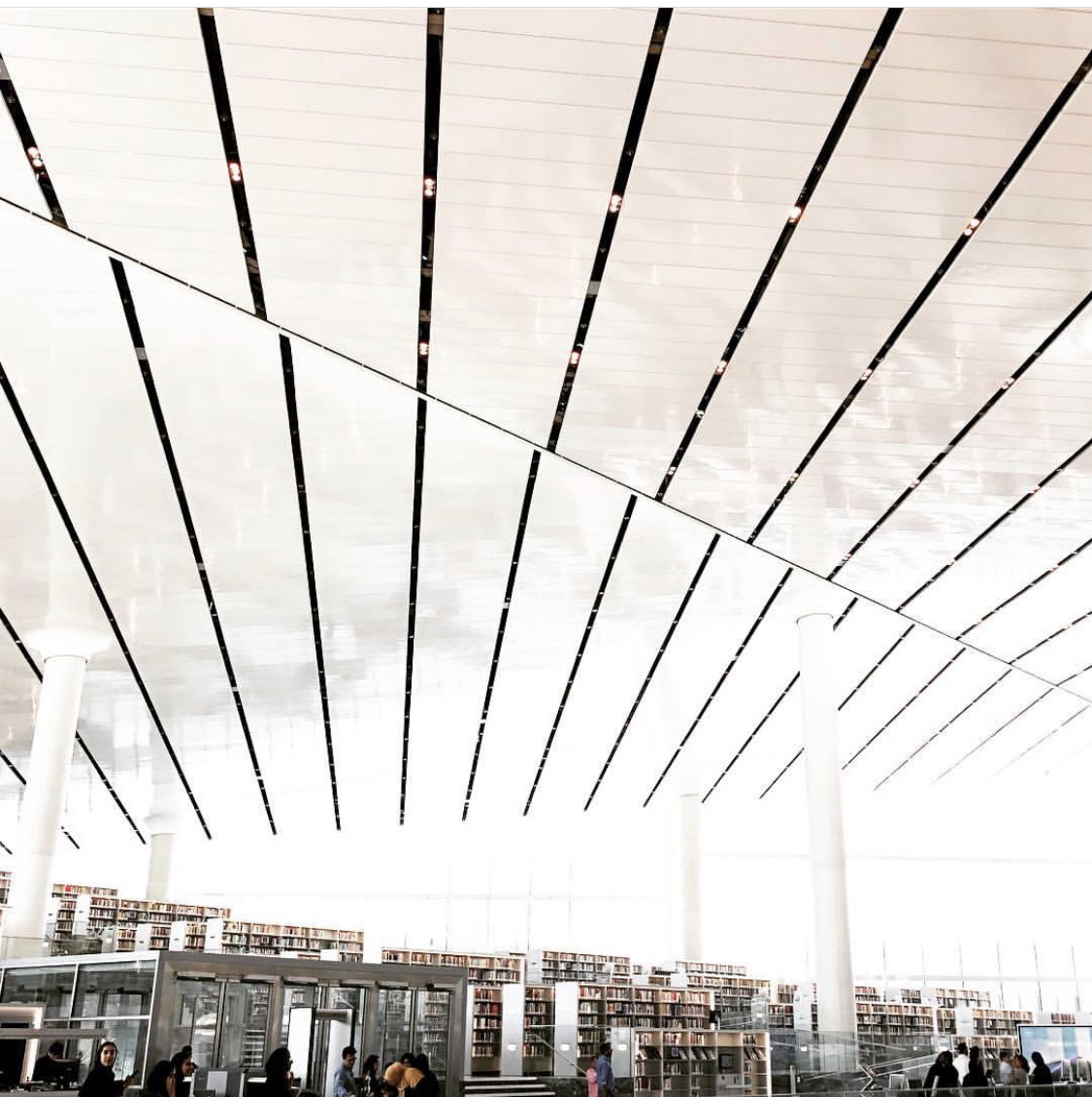

### المعارض الفنية في قطر
- متحف الفن الإسلامي (الدوحة)
- المتحف العربي للفن الحديث